# 제로 이스케이프: 시간의 딜레마
《제로 이스케이프: 시간의 딜레마》는 차임이 개발하고 스파이크 춘소프트가 배급한 2016년 어드벤처 게임이다. 《극한탈출》 시리즈 세 번째 작품으로, 전작 《극한탈출 ADV 착한 사람 사망입니다》처럼 닌텐도 3DS 및 플레이스테이션 비타로 개발됐으며 마이크로소프트 윈도우판도 같이 출시됐다. 영어판 제목은 《제로 타임 딜레마》이다.
이야기의 시간대는 1편과 2편의 사이로, 9명의 사람들이 3명씩 세 그룹으로 나눠 죽음의 게임을 하는 것으로 시작한다. 플레이어는 각 그룹당 한 명씩 세 명의 등장인물을 조종하며, 이야기의 선택지를 고르고 방탈출 퍼즐을 푸는 방식으로 진행한다.
시리즈 제작자 우치코시 코타로가 다시 기획하고 작가를 맡았으며, 작곡가 호소에 신지 또한 본작에 재차 참여했다. 본 작품의 이야기는 본래 우치코시가 2012년부터 계획하고 있었으나, 시리즈 판매량 부진으로 개발이 중단됐으나, 2015년 팬들의 염원으로 재개됐다.
2017년 플레이스테이션 4, 2022년 엑스박스 원으로 이식됐다.

## 평가
《제로 이스케이프: 시간의 딜레마》는 전 플랫폼에서 대체적으로 긍정적인 평가를 받았다. 메타크리틱에선 2016년 '최고의 플레이스테이션 비타' 부문에서 《슈타인즈 게이트 0》 다음으로 2위를 기록했다.

## 참조

### 내용주
1. ↑  일본어: Zero Escape 刻のジレンマ
2. ↑  영어: Zero Time Dilemma